# Kașcenți, Bilohirea
Kașcenți (în ucraineană Кащенці) este un sat în comuna Stavîșceanî din raionul Bilohirea, regiunea Hmelnîțkîi, Ucraina.

## Demografie
Componența lingvistică a localității Kașcenți
     Ucraineană (99,36%)
     Alte limbi (0,64%)
Conform recensământului din 2001, majoritatea populației localității Kașcenți era vorbitoare de ucraineană (99,36%), existând în minoritate și vorbitori de alte limbi.